# Az Irokéz Konföderáció zászlaja
Az Irokéz Konföderáció zászlaja vagy a Haudenosaunee zászló az irokézek hat nemzetének zászlaja. A zászló lila színű, négy összekötött fehér négyzettel és egy fehér simafenyővel a közepén.

## Története

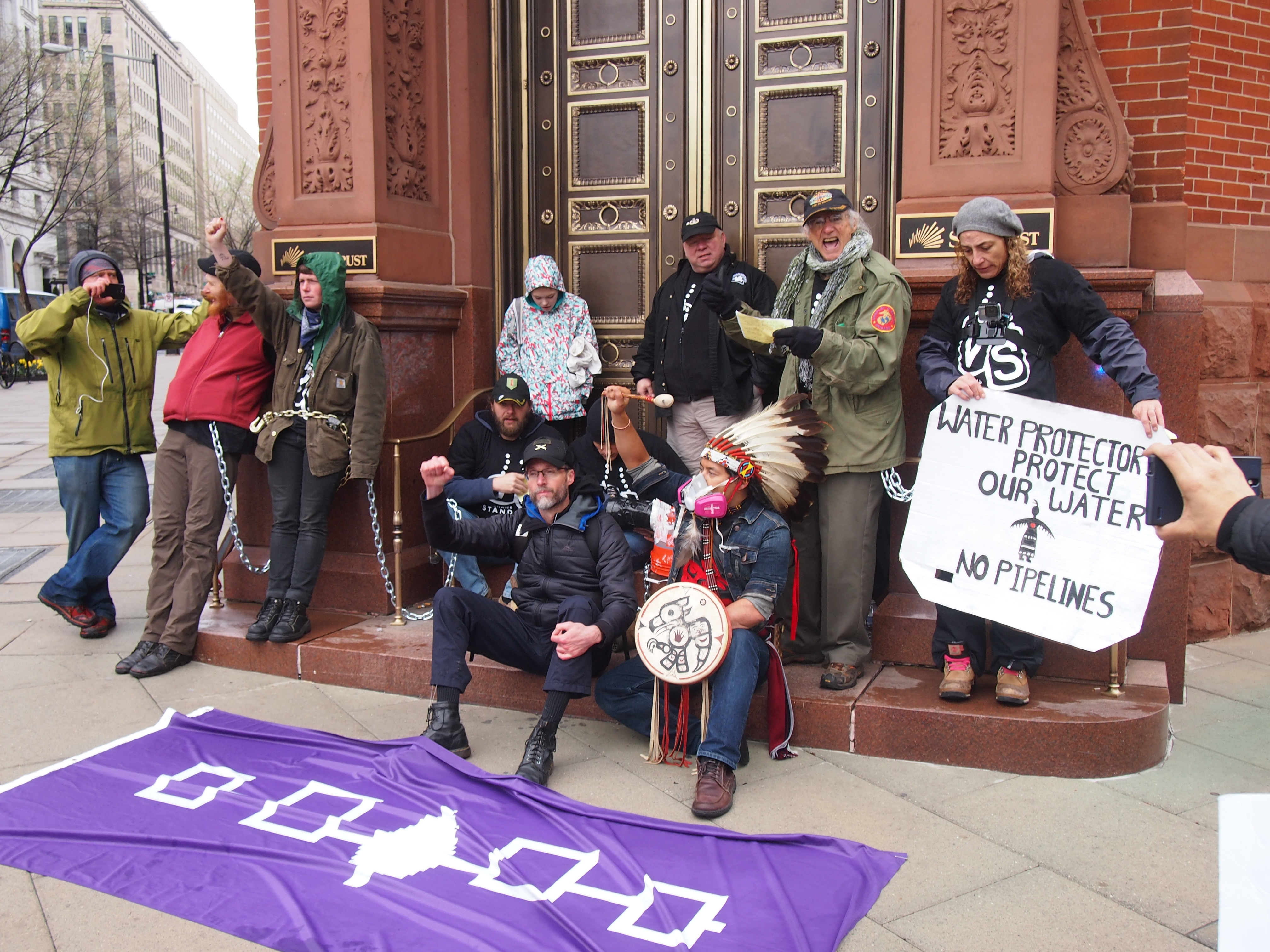
Aktivisták irokéz zászlóval a Dakota Access Pipeline tüntetésen.

Az 1980-as években az irokéz nemzeti férfi lacrosse-válogatottnak egy ausztráliai verseny előtt szüksége volt egy zászlóra, amely az irokézeket (Haudenosaunee) mint független egységet képviselte volna. Rick Hill, a lacrosse-csapattal kapcsolatban álló tuszkaróra művész, író és pedagógus a New York állambeli North Tonawanda-i Harold és Tim Johnson mohauk apa-fia párossal dolgozott a terv megalkotásán. Harold Johnson pólóboltot vezetett a New York állambeli Niagara Fallsban, fia, Tim Johnson pedig a Buffalói Egyetem hallgatója volt. Hill eredeti tervezetét Oren Lyons onondaga hitszónok ihlette, és Johnsonék átdolgozták. A lacrosse-csapat elfogadta a tervet, és később az irokézek jelképévé vált.

## Jelképrendszere

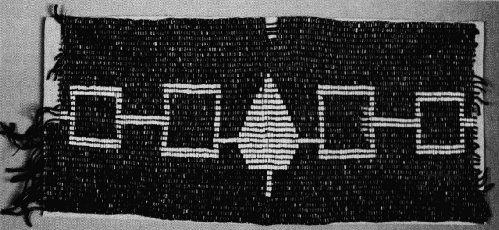
Hiawatha öv

A zászló kialakítása a Hiawatha övön alapul, amely az irokézek (Haudenosaunee) öt törzsének eredeti egyesüléséig nyúlik vissza. A vampum öv az öt (később hat) törzs egységének jelképe volt több száz évig, mielőtt zászlóként használták.

A zászló bíborszínű változata.

A lilát „az irokézek színének” tartják, mivel ez a wampum készítéséhez használt kagylóhéjakból származik. A négy négyzet és egy fa az irokézek öt eredeti nemzetének egyikét jelképezi. Balról jobbra a következők: szeneka, kajuga, onondaga (a fa), oneida és mohauk. A zászlón való elhelyezésük tükrözi földrajzi elhelyezkedésüket is. A simafenyő az onondaga-nemzetség mellett a béke fáját is jelképezi, ahol az öt nemzet egyesült az irokéz konföderáció (Haudenosaunee) megalakulásához. A fenyő tűlevelei ötös csoportokba rendeződnek.

## Fordítás
Ez a szócikk részben vagy egészben  a   Flag of the Iroquois Confederacy című angol Wikipédia-szócikk ezen változatának fordításán alapul.  Az eredeti cikk szerkesztőit annak laptörténete sorolja fel. Ez a jelzés csupán a megfogalmazás eredetét és a szerzői jogokat jelzi, nem szolgál a cikkben szereplő információk forrásmegjelöléseként.